# Berriew

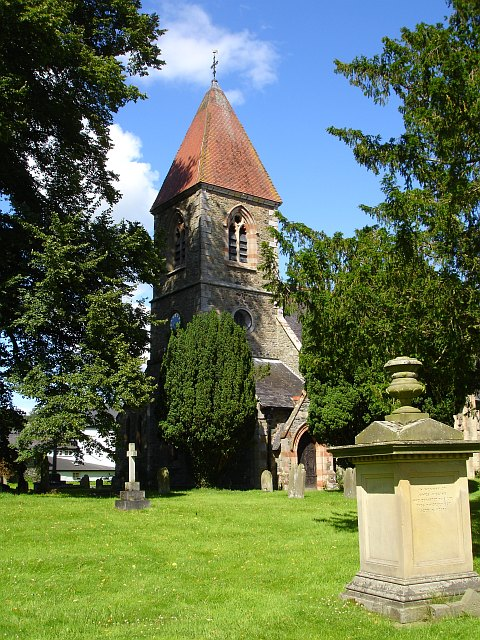
Berriew: la chiesa di San Beuno

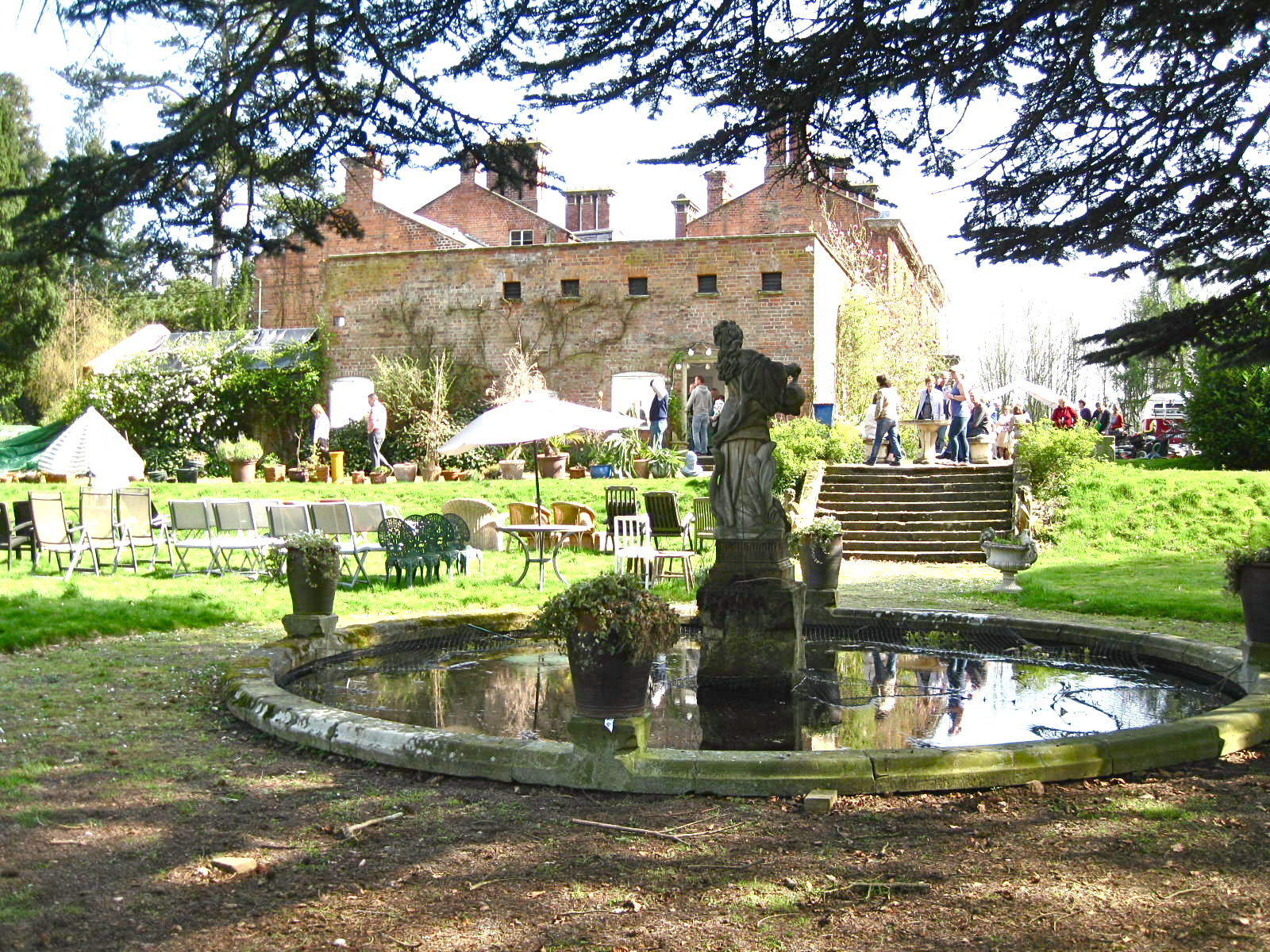
Berriew: Garthmyl Hall

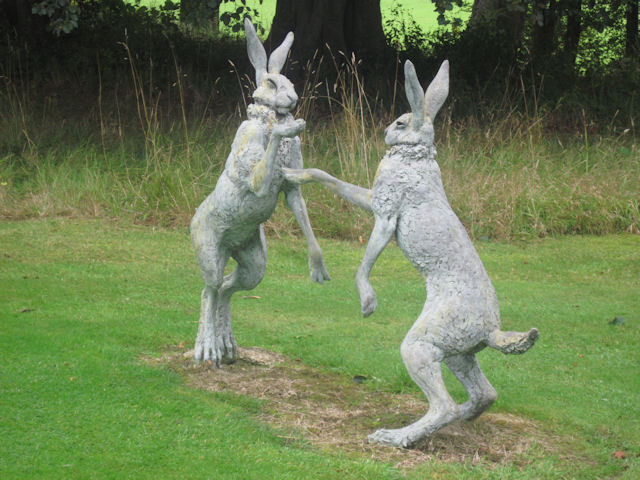
Scultura a Berriew

Berriew (in gallese: Aberriw) è un villaggio con status di comunità (community) del Galles centro-orientale, facente parte della contea di Powys (contea tradizionale: Montgomeryshire) e situato lungo il canale di Montgomery e il fiume Rhiw, nei pressi del confine con l'Inghilterra. L'intera community conta una popolazione di circa 1 300 abitanti.

## Geografia fisica

### Territorio
Berriew si trova nella parte nord-orientale della contea di Powys, a sud-ovest della città inglese di Shrewsbury e a sud/sud-ovest della città gallese di Welshpool, poco a nord/nord-ovest della confluenza tra i fiumi Rhiw e Severn. Tra le località più vicine, vi sono Llanfair Caereinion (situata a nord-ovest di Berriew) e Montgomery (situata poco a sud di Berriew).

## Storia
L'area in cui sorge Berriew è abitata sin dal Neolitico o dall'Età del Bronzo.
Secondo la tradizione, nel corso del VII secolo, San Beuno, nativo della zona, avrebbe fondato una chiesa in loco (v. anche la sezione "Chiesa di San Beuno").
La parrocchia di Aberriw fu fondata agli inizi del XIII secolo e venne menzionata per la prima volta nel 1254.

## Monumenti e luoghi d'interesse

### Architetture religiose

#### Chiesa di Beuno
Principale edificio religioso di Berriew è la chiesa dedicata a San Beuno, la cui prima menzione risale al 1265, ma che, secondo la tradizione, sarebbe stata fondata dal santo stesso nel corso del VII secolo.

### Architetture civili

#### Garthmyl Hall
Altro edificio d'interesse di Berriew è Garthmyl Hall, una residenza realizzata nel 1762 in sostituzione di un edificio del secolo precedente e rimaneggiata nel 1859.

## Società

### Evoluzione demografica
Nel 2019, la popolazione stimata della comunità di Berriew era pari a 1 324 abitanti, in maggioranza (694) di sesso maschile.
La popolazione al di sotto dei 18 anni era stimata in 191 unità (di cui 97 erano i bambini al di sotto dei 10 anni), mentre la popolazione dai 65 anni in su era stimata in 398 unità (di cui 43 erano le persone dagli 94 anni in su).
La comunità ha conosciuto lieve decremento demografico rispetto al 2011, quando la popolazione censita era pari a 1334. Il dato era in aumento rispetto al 2001, quando la popolazione censita era pari a 862 unità.

## Sport
- La squadra di calcio locale è il Berriew F.C., club che milita nella Mid Wales Football League [8]